# Phlyctaina
Phlyctaina là một chi bướm đêm thuộc họ Erebidae.

## Loài
- Phlyctaina irrigualis Möschler, 1890